# كولومبيا خلال الحرب العالمية الثانية

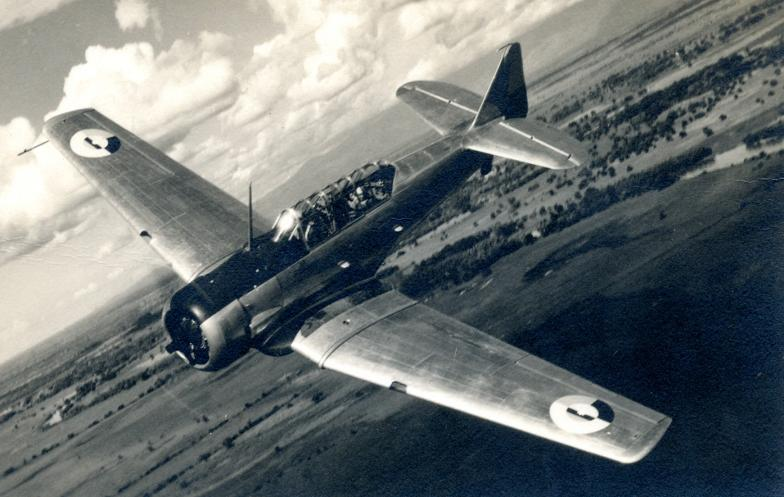

بدأ تاريخ كولومبيا خلال الحرب العالمية الثانية في عام 1939. رغم بعد كولومبيا جغرافيًا عن المسارح الرئيسية للحرب، لكنها لعبت دورًا هامًا في الحرب العالمية الثانية بسبب موقعها الاستراتيجي بالقرب من قناة بنما، ووقوعها على كلا المحيطين الأطلسي والهادئ. شهدت كولومبيا أيضًا تغييرات كبيرة في جيشها ومجتمعها نتيجة لتزايد نفوذ الولايات المتحدة، لكنها تمكنت أيضًا من الحفاظ على سيادتها طوال فترة الحرب وتجنبت إرسال قواتها إلى المعركة. 
علّقت كولومبيا علاقاتها الدبلوماسية مع دول المحور في ديسمبر عام 1941 عقب الهجوم الياباني على بيرل هاربر، ودخلت الحرب العالمية الثانية في نهاية المطاف إلى جانب الحلفاء في 26 نوفمبر عام 1943، بعد تعرض السفن الكولومبية لسلسلة من هجمات يو بوت (الغواصة الحربية) الألمانية. رغم الإعلان عن الحرب، لم ترسل كولومبيا أيًا من جيوشها إلى الخارج، لكن قواتها البحرية كانت نشطة في مواجهة عمليات اليو بوت في منطقة الكاريبي.

## التاريخ

### الاقتصاد
أثر الاضطراب الاقتصادي الذي أحدثته الحرب العالمية الثانية على كولومبيا بشكل كبير. أولًا، عُزلت كولومبيا عن الأسواق الأوروبية والآسيوية، ما جعل الولايات المتحدة السوق الرئيسية للصادرات. ثانيًا، تأثرت واردات كولومبيا أيضًا بشكل كبير، ما جعل الولايات المتحدة مجددًا المصدر الوحيد للعديد من السلع، مثل خيوط الرايون، والفولاذ، والآلات، والغرافيت، والرصاص. 
شكل سعر القهوة أحد المخاوف الرئيسية لكولومبيا، إذ تُعد أكبر الصادرات الكولومبية والمصدر الرئيسي للنقد الأجنبي. حاول المكتب الأمريكي لإدارة الأسعار (أو بّي إيه) الحصول على أعلى سعر ممكن للقهوة الذي تجمد عند المستوى الحالي في 8 ديسمبر عام 1941 بعد يوم من الهجوم على بيرل هاربر. رغم ذلك اعترضت كولومبيا بحجة ازدياد تكلفة إنتاج القهوة ونقلها بسبب ظروف الحرب، وإذا لم يجرِ تعديل السعر ليأخذ هذه الظروف بعين الاعتبار، فإن الاقتصاد سيتراجع. رضخ المكتب الأمريكي لإدارة الأسعار ووافق على رفع الأسعار فورًا وتعديلها مستقبلًا بالاستناد إلى زيادة تكاليف الإنتاج والنقل. 
شكل المصدر الكولومبي للبلاتين قضية مهمة أخرى. كانت كولومبيا المصدر الوحيد للبلاتين للصناعات الحربية الألمانية واليابانية، وسارعت الولايات المتحدة لشراء كامل الإمدادات من خلال شركة المعادن الاحتياطية، التي كانت وكالة تابعة لمؤسسة تمويل إعادة الإعمار. نظرًا لحاجة الولايات المتحدة أيضًا إلى إمدادات إضافية من البلاتين لمجهودها الحربي، ساعدت كولومبيا بالمشورة الفنية حول كيفية زيادة الإنتاج من خلال الإدارة الاقتصادية الخارجية. 
نظرًا لأن البلاتين كان ثمينًا جدًا حتى بكميات صغيرة، كان عملاء دول المحور على استعداد لدفع أسعار أعلى من القيمة الفعلية، وأصبح تهريب البلاتين مشكلة أيضًا. تبعًا لذلك حاولت كولومبيا السيطرة على تصدير البلاتين عبر مطالبتها لجميع المنتجين ببيع منتجاتهم إلى البنك المركزي فقط. رغم ذلك تمكن المنتجين في المناطق النائية من التحايل على سيطرة الحكومة ببيع منتجاتهم في السوق السوداء في الأرجنتين. لكن تهريب البلاتين من كولومبيا مثل مشكلة أغلب فترة حرب، لكنه انخفض إلى «النض» بحلول نهاية عام 1944. 

### المهاجرون القادمون من دول المحور
كانت كولومبيا في بداية الحرب موطنًا لإحدى المستعمرات الألمانية -في ديسمبر عام 1941 قدرت الحكومة الأمريكية أن المستعمرة تضم نحو 4000 شخص- ولقرية صغيرة من المزارعين اليابانيين في كاوكا. أعرب الأمريكيون عن قلقهم إزاء احتمالية تشكيل «طابور خامس» من المخربين في كولومبيا وقيامهم بأعمال تخريبية وما شابه ضد منطقة قناة بنما المجاورة. لكن الحكومة الكولومبية لم تتفق مع هذه الرؤية في معظم الأحوال. بلا شك كان يوجد بعض المحرضين ضمن المهاجرين القادمين من دول المحور، كرجل الأعمال إميل بروفيرت في بارانكيا، لكن الحكومة الكولومبية لم تقتنع بأن كل المهاجرين من دول المحور عملاء للعدو. 
ارتابت الحكومة الكولومبية في أغلب الأحيان بشأن وجود عملاء العدو العاملين في بلادهم، لكن الولايات المتحدة قدمت المساعدات الاقتصادية لكولومبيا من خلال الإعارة والاستئجار في محاولة لمواجهة نشاط عملاء العدو، وكانت أيضًا تُذكر الحكومة الكولومبية باستمرار بأنها ستقطع المساعدات في حال لم تعترف بوجود تهديد. نظرًا لعدم قدرة الحكومة الكولومبية على مقاومة الفوائد المترتبة على المساعدات الاقتصادية الأمريكية، والتهديدات بقطعها، راقبت كولومبيا واحتجزت ورحلت مئات الأشخاص من ألمانيا واليابان وإيطاليا خلال الحرب. 

### سكادتا
كانت شركة النقل الجوي الكولومبية الألمانية (سكادتا) أحد الضغوط الأمريكية الرامية إلى «تضييق الخناق» على المهاجرين القادمين من دول المحور. تأسست شركة سكادتا في عام 1919 على أيدي ثلاثة مستعمرين ألمان وخمسة كولومبيين، وشكلت جزءًا مهمًا من شبكة النقل في كولومبيا خلال الحرب العالمية الثانية. في عام 1931، بعد استحواذ خطوط بان أمريكان العالمية الأمريكية على حصة مسيطرة في شركة سكادتا، وجدت أن العديد من الطيارين والتقنيين والمدراء الرئيسيين في الشركة هم من الألمان أو النمساويين، رغم أن معظمهم يعيشون في كولومبيا منذ عدة سنوات. بقي بعض الطيارين كلجنة احتياطيات في منطقة لوفتوافا. خشيت الولايات المتحدة من اشتراك طياري شركة سكادتا في التجسس، إذ من الممكن أن يتآمروا لتحويل الطائرات المدنية إلى قاذفات قنابل بغية مهاجمة قناة بنما.
رغم أن الحكومة الكولومبية لم تقلق بشأن شركة سكادتا، ولم تشكك في ولاء الطيارين الألمان. لكن من أجل الامتثال لمطالب الولايات المتحدة، أصدرت كولومبيا قوانين تلزم شركات الطيران بتوظيف المزيد من المواطنين الكولومبيين، واحتجزت 51% من أسهم هذه الشركات لتكون تحت السيطرة الكولومبية. فرضت أيضًا قيودًا على الطيارين الألمان فيما يتعلق بكيفية استفادة شركة الطيران منهم. مثلًا كان لابد من وجود طيار كولومبي واحد على الأقل على متن كل طائرة، ووضعت أجهزة تحديد المواقع على كافة طائرات شركة سكادتا حتى يتسنى للحكومة مراقبة مواقعها.

### القوات المسلحة الكولومبية
في عام 1939، بلغ معدل القوة العددية للجيش الوطني الكولومبي 16,000 جندي. تألف الجيش الكولومبي من ستة ألوية مختلطة، إذ يتألف كل لواء مختلط من ثلاثة كتائب، ومجموعة سلاح فرسان واحدة تتألف من ثلاثة أسراب، ومجموعة مدفعية واحدة تتألف من ثلاث بطاريات مدفعية، وكتيبة مهندسين، وكتيبتين للخدمة. تتألف عناصر القوات الجوية للجيش من سرب خدمة واحد، وسرب تدريب واحد يضم 15 طائرة. بلغ عدد أفراد الشرطة الوطنية الكولومبية 5,053 شرطيًا، وبحلول عام 1944 ارتفع العدد ليصل إلى 5,500 شرطي. كان لدى كولومبيا خدمة عسكرية إجبارية شكلية، لكنها لم تنفذ بالكامل قط، إذ استمرت الخدمة الفعلية لمدة سنة واحدة فقط. 
في عام 1939، بلغ مجموع أفراد القوات البحرية الكولومبية نحو 1,850 فردًا، بما فيهم مشاة البحرية. كانت تمتلك القوات البحرية الكولومبية مدمرتان حديثتان اشترتهما من البرتغال، وأربعة زوارق مدفعية نهرية، وزورق مدفعي بحري، وثلاثة زوارق دورية لخفر السواحل، وعدد من سفن اللنج لدائرة الجمارك. في ثلاثينيات القرن العشرين، كانت القوات الجوية الكولومبية في مراحل تطورها الأولى، وفي عام 1935، أنشأت أول رحلة جوية، لكن خلال الحرب العالمية الثانية فقط سمحت شحنات الطائرات من الولايات المتحدة بتطوير القوة الجوية بدرجة أكبر، وجرى تحويلها في النهاية إلى فرع مستقل من القوات المسلحة. شُكلت ثلاث مجموعات من القوات الجوية في عام 1943.